# Sydney Park
Sydney Park (Filadelfia, Pensilvania; 31 de octubre de 1997) es una actriz estadounidense. Es conocida por interpretar a Gabby en Instant Mom.

## Carrera
Park obtuvo su estrella en 2003 cuando ella fue la "Youngest comedian to ever perform at the famous Hollywood Improv (ahora LA Improv)". En 2006, audicionó para la primera temporada de America's Got Talent bajo el nombre de Syd the Kid, dónde llegó hasta las semifinales. Park abandonó para concentrarse en su carrera de actuación. Ella hizo su debut en televisión en la sitcom That's So Raven en 2006.
En 2010, Park fue contratada para interpretar a Ellie Danville, la hija adoptada de Detective Jo Danville En 2010, Park además protagonizó a "Tootsie Roll" en la película independiente de comedia oscura Spork.
De 2013 a 2015, Park estelarizo a Gabby en Instant Mom.
En 2016, ella apareció como Cyndie en The Walking Dead.

## Filmografía

### Cine y Televisión
| Año           | Título                                  | Rol                     | Notas                                           |
| ------------- | --------------------------------------- | ----------------------- | ----------------------------------------------- |
| 2006          | That's So Raven                         | Sydney                  | Papel recurrente                                |
| 2007          | Entourage                               | Chica Scout             | Episodio: "Gotcha!"                             |
| 2007          | Piloto de ABC fallido                   | Chica Scout             |                                                 |
| 2008          | The Sarah Silverman Program             | Stella                  | Episodio: "Pee"                                 |
| 2008          | Hannah Montana                          | Kelsey DiAria           | Episodio: "Ready, Set, Don't Drive!"            |
| 2008          | Gary Unmarried                          | Mikhela                 | Episodio: "Gary Gives Sasha His Full Attention" |
| 2010          | Spork                                   | Tootsie Roll            |                                                 |
| 2010          | Sons of Tucson                          | Vanessa                 | Episodio: "Dog Days of Tucson"                  |
| 2010–13       | CSI: NY                                 | Ellie Danville          | Recurrente                                      |
| 2013          | Emily & Reyna                           | Plucks (bicho amarillo) | Voz                                             |
| 2013–15       | Instant Mom                             | Gabby Phillips          | Elenco principal                                |
| 2014          | The Thundermans                         | Cassandra               | Episodio: "Shred It Go"; invitada               |
| 2015          | Bella and the Bulldogs                  | Mia                     | Invitada                                        |
| 2015          | Nicky, Ricky, Dicky & Dawn              | Randee                  | Episodio: "Mall in the Family"; invitada        |
| 2015          | One Crazy Cruise                        | Piper Bauer             | Película para televisión                        |
| 2015          | Nickelodeon's Ho Ho Holiday             | Ella misma              | Especial de televisión                          |
| 2016-2019     | The Walking Dead                        | Cyndie                  | 13 episodios                                    |
| 2016          | The HALO Effect                         | Ella misma              | Anfitriona                                      |
| 2017–presente | Spirit Riding Free                      | Pru Granger             | Voz                                             |
| 2017          | Wish Upon                               | Meredith McNeil         |                                                 |
| 2019          | Pretty Little Liars: The Perfectionists | Caitlin Park-Lewis      | Elenco principal                                |
| 2021          | Moxie                                   | Kiera                   |                                                 |
| 2021          | There Someone Inside Your House         | Makani Young            | Elenco principal                                |

## Discografía

### Otras canciones
| Año  | Título                          | Álbum                                     |
| ---- | ------------------------------- | ----------------------------------------- |
| 2010 | "S.P.O.R.K. (feat. Lady Triga)" | Spork (Original Motion Picture Soundtrack |